# Gian Franco Saba
Gian Franco Saba (Olbia, 20 september 1968) is een Italiaans geestelijke en een aartsbisschop van de Rooms-Katholieke Kerk.
Saba bezocht het Pontificia facoltà teologica della Sardegna en werd op 23 oktober 1993 priester gewijd. Van 2000 tot 2015 was hij rector van het regionale seminarie op Sardinië. 
Saba werd op 27 juni 2017 door paus Franciscus benoemd tot aartsbisschop van Sassari. Zijn bisschopswijding vond plaats op 13 september 2017.
- Bibliothèque nationale de France: cb169723427 (data)
- International Standard Name Identifier: 0000 0000 3631 8820
- Library of Congress Control Number: n2005011950
- Istituto Centrale per il Catalogo Unico: UBOV000203
- Système universitaire de documentation: 175359962
- Virtual International Authority File: 58481268
- WorldCat: E39PBJw4BDjRJQjHrdR3vHkMT3